# Csertalakos, Zala
Csertalakos  este un sat în districtul Zalaegerszeg, județul Zala, Ungaria, având o populație de 25 de locuitori (2011). 

## Demografie
Componența etnică a satului Csertalakos
     Maghiari (100%)
Componența confesională a satului Csertalakos
     Romano-catolici (88%)
     Necunoscută (12%)
Conform recensământului din 2011, satul Csertalakos avea 25 de locuitori. Din punct de vedere etnic, majoritatea locuitorilor (100,0%) erau maghiari.  Din punct de vedere confesional, majoritatea locuitorilor (88,0%) erau romano-catolici. Pentru 12,0% din locuitori nu este cunoscută apartenența confesională.